# Anomiopus pictus
Anomiopus pictus är en skalbaggsart som beskrevs av Edgar von Harold 1862. Anomiopus pictus ingår i släktet Anomiopus och familjen bladhorningar. Inga underarter finns listade i Catalogue of Life.